# Теодора Драку
Теодора Драку (грец. Θεοδώρα Δράκου; 6 лютого 1992) — грецька плавчиня.
Учасниця Олімпійських Ігор 2012, 2016 років.